# Трампуш, Герхард
Герхард Трампуш (нем. Gerhard Trampusch; род. 11 августа 1978, Халль-ин-Тироль, Тироль) — австрийский шоссейный велогонщик, выступавший на профессиональном уровне в 1999—2011 годах. Серебряный призёр чемпионата Австрии, участник многих крупнейших гонок на шоссе, в том числе супермногодневок «Джиро д’Италия» и «Тур де Франс». Представитель Австрии на летних Олимпийских играх в Афинах.

## Биография
Герхард Трампуш родился 11 августа 1978 года в городе Халль-ин-Тироль, Австрия.
Впервые заявил о себе в шоссейном велоспорте в 1996 году, когда вошёл в состав юниорской австрийской сборной и выступил на чемпионате мира среди юниоров в Ново-Место, где финишировал в групповой гонке на 52-й позиции.
В 1999 году, ещё будучи любителем, стал вторым на «Туре Тюрингии», четвёртым на «Туре Австрии» и «Тур де л’Авенир» (во втором случае также выиграл очковую классификацию), занял 23-е место в молодёжной категории на чемпионате мира в Вероне. За эти результаты был признан лучшим гонщиком Австрии, привлёк к себе внимание специалистов и в концовке сезона в качестве стажёра присоединился к немецкой команде Gerolsteiner.
По-настоящему дебютировал на профессиональном уровне в сезоне 2000 года, подписав контракт с другой немецкой командой Deutsche Telekom. Здесь выступал вместе со своим более опытным соотечественником Георгом Точнигом, в частности оба они достаточно успешно выступили на «Гран-при дю Миди-Либр»: Точниг финишировал вторым, а Трампуш четвёртым. Также Трампуш стал седьмым на «Туре Австрии», отметился выступлениями в таких престижных гонках как «Тур Страны Басков» и «Вуэльта Бургоса», стартовал на мировом первенстве в Плуэ.
В 2001 году рассчитывал принять участие в «Вуэльте Испании», однако, несмотря на пятый результат на «Туре Саксонии», десятый результат на «Вуэльте Бургоса» и четырнадцатый результат на «Классике Сан-Себастьяна», не был выбран в состав на гонку. Это побудило его задуматься о смене команды, и на следующий сезон он перешёл в бельгийскую Mapei-Quick Step.
В 2002 году Герхард Трампуш хорошо зарекомендовал себя на «Туре Германии» и «Туре Швейцарии», где стал одиннадцатым и четырнадцатым соответственно. Руководство команды решило дать шанс молодым гонщикам, и, таким образом, в этом сезоне он в первый и единственный раз в карьере принял участие в «Тур де Франс» — благополучно преодолел все этапы, занял 63-е место в генеральной классификации и стал восьмым лучшим молодым гонщиком. В концовке сезона, помимо прочего, финишировал шестым в гонках «Милан — Турин» и «Джиро дель Пьемонте».
Поскольку Mapei-Quick Step прекратила своё существование, на сезон 2003 года Трампуш вернулся в Gerolsteiner. Здесь он стал вторым в гонке Uniqa Classic, впервые проехал супермногодневку «Джиро д’Италия», где в генеральной классификации занял 40-е место. Участвовал в чемпионате мира в Гамильтоне.
Сезон 2004 года провёл в проконтинентальной итальянской команде Acqua & Sapone. С ней финишировал шестым на «Джиро дель Трентино» и в качестве капитана стартовал на «Джиро д’Италия» — показывал достаточно высокие результаты на первых этапах, но затем потерял много времени из-за прокола колеса, тогда как на третьей неделе на его результатах негативно сказалось подхваченное вирусное заболевание — в итоге он расположился в генеральной классификации на 26-й строке. Благодаря череде удачных выступлений также удостоился права защищать честь страны на летних Олимпийских играх в Афинах — в мужской групповой гонке закрыл здесь тридцатку сильнейших.
В 2005 году, находясь в составе небольшой немецкой команды AKUD-Arnolds Sicherheit, стал третьим в генеральной классификации «Тура Австрии», выиграв при этом один из этапов. Кроме того, завоевал серебряную медаль на чемпионате Австрии, уступив в групповой гонке только Герриту Гломзеру.
В результате произошедшего слияния команд в 2006 году Трампуш оказался в континентальной Wiesenhof-Akud, что позволило ему несколько расширить свой соревновательный календарь: последовала победа на одном из этапов «Тура Баварии», седьмое место на «Туре Австрии», 28-е место на «Туре Германии».
Впоследствии Герхард Трампуш оставался действующим велогонщиком вплоть до 2011 года, сменив ещё несколько небольших команд, хотя в последнее время уже не показывал сколько-нибудь значимых результатов на крупных гонках.